# Gideon Mantell
Gideon Algernon Mantell MRCS FRS (n. 3 februarie 1790, Lewes, Anglia, Regatul Marii Britanii – d. 10 noiembrie 1852, Londra, Regatul Unit al Marii Britanii și Irlandei) a fost un obstetrician, geolog și paleontolog englez. Încercările sale de a reconstrui structura și viața lui Iguanodon au dus la începerea unui nou studiu științific, anume cel al dinozaurilor: în 1822, el a descoperit primul dinte fosilizat, iar mai târziu mare parte din scheletul lui Iguanodon. Se remarcă și munca sa despre Cretacicul din sudul Angliei.